# Pourouma stipulacea
Pourouma stipulacea är en nässelväxtart som beskrevs av C.C. Berg. Pourouma stipulacea ingår i släktet Pourouma och familjen nässelväxter. Inga underarter finns listade i Catalogue of Life.